# Omul de aur (film din 1962)
Omul de aur (titlul original în maghiară Az aranyember) este un film maghiar din 1962 regizat de Viktor Gertler, care a ecranizat romanul omonim al lui Mór Jókai. Rolurile principale sunt interpretate de actorii András Csorba, Ilona Béres și Ernö Szabó. Este cea de-a treia ecranizare a romanului Omul de aur.

## Rezumat
Corabia „Sfânta Barbara”, comandată de căpitanul Mihály Tímár, călătorește pe apele Dunării, urmărită de o canonieră otomană. Unul dintre pasageri, pașa Ali Csorbadzsi, care călătorea sub un nume fals, îl informează pe căpitan că a fost vistiernicul imperial și încerca să fugă în Ungaria pentru că sultanul voia să-i confiște averea și să o ia pe fiica lui, Timéa, în harem. Pașa se otrăvește pentru a-i salva viața fiicei sale și-l roagă pe Tímár să o ducă unei rude îndepărtate, negustorul de cereale Athanáz Brazovics din Komárom. Nava ancorează într-o seară lângă o insulă formată în ultimii 50 de ani prin depunerea de aluviuni în jurul unei stânci de pe cursul fluviului și care nu aparținea niciunui stat deoarece nu apărea încă pe nicio hartă. Acolo locuiau mama Teréza și fiica ei, Noémi, care duceau o viață idilică departe de civilizație. Nava se scufundă ulterior, încărcătura de grâne este distrusă, dar Timár reușește să o salveze pe Timéa și să o aducă la Komárom.
Respectând ordinul dat de Brazovics, căpitanul Timár scoate încărcătura de grâu de pe epava navei și găsește într-unul din saci comoara pașei Ali Csorbadzsi pe care și-o însușește pentru a i-o preda mai târziu Timéei. El devine curând un om de afaceri de succes și plănuiește să-l ruineze pe ticălosul Brazovics, care o transformase între timp pe Timéa într-o slujnică a fiicei sale, Athalie. Aflând că speculațiile sale imobiliare au dat greș, Brazovics moare în urma șocului; nunta Athaliei cu ofițerul Kacsuka este astfel anulată. Timár cumpără casa familiei Brazovics și se căsătorește cu Timéa, dar căsnicia este nefericită. Fostul marinar pleacă tot mai des de acasă și într-una din zile ajunge iarăși pe insula dunăreană, pe care o concesionase anterior pe timp de 90 de ani, și află că Noémi îl iubește cu adevărat. Pentru ca viața pe insulă să nu mai fie tulburată de intruși, Timár îl trimite pe vagabondul Tódor Krisztyán ca agent comercial în Brazilia. 
În anii următori el își petrece primăvara și vara în „insula nimănui”, muncind acolo alături de Noémi și Teréza, și revine apoi în fiecare toamnă la Komárom. Într-un an, ajuns pe insulă, are surpriza să afle că Noémi născuse un copil pe care-l numise Dódi. Timár se întoarce la Komárom pentru a-și încheia definitiv afacerile acolo, iar apoi pleacă la Balatonfüred unde-i scrie Timéei. Acolo este surprins de vizita lui Tódor Krisztyán, care fugise din Brazilia, iar între cei doi bărbați izbucnește o luptă. Aruncat afară din casă, Krisztyán încearcă să traverseze lacul Balaton pe gheață și cade într-o copcă, unde se îneacă. Timár profită însă de moartea accidentală a lui Krisztyán și-și înscenează propria moarte.
După trecerea anului de doliu, Timéa acceptă cererea în căsătorie a lui Kacsuka. În noaptea din ajunul nunții Athalie pătrunde printr-o ușă secretă în dormitorul Timéei și încearcă să o omoare, dar intervenția rapidă a militarilor care patrulau împiedică săvârșirea crimei. O scrisoare găsită nedeschisă în cameră dezvăluie existența unui coridor ascuns, iar Athalie afirmă că, în afară de ea, singurul care cunoștea acest secret era doar Timár, ceea ce dovedește că fostul stăpân al casei era încă viu și se putea întoarce în orice moment. Timár se retrăsese însă definitiv pe insula de pe Dunăre, unde trăia fericit alături de Noémi și de fiul lor, Dódi.

## Distribuție
- András Csorba — Mihály Tímár
- Ilona Béres — Tímea
- Ernö Szabó — Ali Csorbadzsi
- Marianne Krencsey — Athalie
- Zoltán Greguss — Brazovics
- Hilda Gobbi — doamna Brazovics
- Frigyes Bárány — Imre Kacsuka
- Ildikó Pécsi — Noémi
- Juci Komlós — Teréza
- Zoltán Latinovits — Tódor Kristyán
- Károly Kovács — ministrul
- Béla Barsy — Cirill Sándorovics
- Zoltán Basilides — cârmaciul Fabula
- András Ambrus
- Ilona Andrási
- Péter Baranyi
- Béla Csóka
- László Ferencz
- György Gonda
- Árpád Gyenge
- Pál Gáti
- László Hlatky
- Ilona Kormos
- Edit Molnár
- Sándor Peti
- István Prókai
- Rudolf Rom hányi
- Imre Sarlai
- Sándor Siménfalvy
- Nusi Somogyi
- Imre Surányi
- Böske Sándor
- István Velenczei
- Éva Ágh
- Anne Deleuze (voce)
- Rosine Rochette (voce)

## Producția filmului
Ecranizarea realizată de Viktor Gertler a fost a treia adaptare cinematografică a romanului Omul de aur al lui Mór Jókai. Rolurile principale au fost interpretate de doi tineri actori: András Csorba și Ilona Béres. András Csorba era actor la Teatrul Secuiesc din Târgu Mureș (precursorul Teatrului Național din Târgu Mureș) și profesor la Institutul de Teatru „Szentgyörgyi István” din Târgu-Mureș și nu mai jucase până atunci într-un film maghiar, în timp ce Ilona Béres (interpreta Tímeei) era încă studentă la Academia de Teatru și Film din Budapesta.
Omul de aur a fost primul film maghiar turnat pentru ecran lat (prin procedeul cinemascop), fiind folosite camere de filmat Agascope împrumutate din Suedia. Secvențele au fost filmate de operatorul Otto Forgács.
În ciuda faptului că unele scene din roman au trebuit să fie abandonate, această ecranizare respectă cu fidelitate ideea principală a scrierii originare.

## Recepție
Omul de aur a avut un succes atât de mare încât a retrezit interesul public pentru scrierile lui Mór Jókai; astfel, în 1965 a fost realizat filmul Fiii omului cu inima de piatră în regia lui Zoltán Várkonyi. La acea vreme existau însă în Ungaria doar puține cinematografe care puteau proiecta filme pe ecran lat. Ecranizarea lui Gertler a fost redifuzată în cinematografele din Ungaria în 1974 și inclusă de numeroase ori în programele televiziunilor maghiare, continuând să beneficieze de o mare popularitate.
Istoricul de film László Kelecsényi a susținut că această ecranizare păstrează și redă cu fidelitate ideea romanului originar și că interpretările actoricești (Ilona Béres, Ildikó Pécs, Marianne Krencsey, Zoltán Latinovits) sunt foarte bune. În opinia lui, singura interpretare lipsită de greutate este în mod paradoxal cea a protagonistului András Csorba.
Enciclopedia cinematografică germană Lexikon des internationalen Films descrie astfel acest film: „Mihály Tímár este numit «om de aur» atât de prieteni, cât și de dușmani. Se pare că reușește în tot ceea ce întreprinde. Este căsătorit cu una dintre cele mai frumoase femei și ar putea să-și ruineze rivalii ca răzbunare pentru umilințele suferite. Dar el rămâne nefericit în străfundul sufletului său și găsește înțelegere și contacte cu adevărat umane numai în depărtare.”.

## Legături externe
- Omul de aur la Internet Movie Database